# سگ دیوانه
سگ دیوانه (کره‌ای: 매드독؛ انگلیسی: Mad Dog) یک مجموعه تلویزیونی کره جنوبی سال ۲۰۱۷ با بازی یو جی ته، وو دو هوان و ریو هوا یونگ است. این مجموعه از ۱۱ اکتبر تا ۳۰ نوامبر ۲۰۱۷، روزهای چهارشنبه و پنجشنبه ساعت ۲۲:۰۰ (کی‌اس‌تی) از کی‌بی‌اس۲ برای ۱۶ قسمت پخش شد.

## خلاصه داستان
چوی کانگ وو پس از اینکه همسر و پسرش در سقوط هواپیمای جی‌اچ ۸۰۱ (که گفته شد این هواپیما از روی عمد و توسط یک اقدام انتحاری سقوط کرده‌است) جان باختند، تصمیم گرفت تا تیم تحقیقاتی خودش را با نام «سگ دیوانه» ایجاد کند.

## بازیگران

### اصلی (سگ دیوانه)
- یو جی ته در نقش چوی کانگ وو / سگ دیوانه
- وو دو هوان در نقش کیم مین جون / دکتر کیم
- ریو هوا یونگ در نقش جانگ‌ها ری / پلیر جانگ
- جو جه یون در نقش پارک سون جونگ / چیتا
- هونگ سو هیون در نقش چا هونگ جو

## تولید
در ابتدا نقش کیم مین جون به بازیگر گونگ میونگ پیشنهاد شده بود.